# Provincia di Valladolid
Valladolid, conosciuta in italiano Vallisoleto, è una provincia della comunità autonoma di Castiglia e León, in Spagna. Ha un'estensione di 8.202 chilometri quadrati. Il capoluogo è Valladolid, altri centri importanti sono Medina del Campo e Laguna de Duero. Confina con le province di León e Palencia a nord, di Burgos a est, di Segovia e di Ávila a sud, di Salamanca a sud-ovest e di Zamora a ovest.
Ha una popolazione di 508.000 abitanti (dati del 2003), di cui circa i tre quinti risiedono nella capitale. Nella provincia ci sono 225 comuni, di cui oltre un terzo formati da meno di mille abitanti.
È il centro economico della comunità autonoma di Castiglia e León.

## Comarche
La provincia di Valladolid è suddivisa nelle seguenti comarche:
- Campiña del Pisuerga
- Campo de Peñafiel
- Montes Torozos
- Páramos del Esgueva
- Tierra de Campos
- Tierra del Vino
- Tierra de Medina
- Tierra de Pinares

## Economia
Numerosi comuni della Provincia di Valladolid, che ricadono nel settore settentrionale della Depresión del Duero (depressione del Duero), su entrambe le sponde del fiume Pisuerga, fanno parte della zona di produzione dei vini DOP «Cigales».